# Нелсон Рокфелер
Нелсон Олдрич Рокфелер (енгл. Nelson Aldrich Rockefeller; Бар Харбор, Мејн, 8. јул 1908 — Менхетн, Њујорк, 26. јануар 1979) је био 41. потпредседник Сједињених Држава у периоду од 1974. до 1977. Служио је у администрацији председника Џералда Форда. Осим тога је био 49. гувернер Њујорка у периоду од 1959. до 1973, а на разним положајима је служио и у Рузвелтовој, Трумановој и Ајзенхауеровој администрацији. Био је члан породице Рокфелер, унук Џона Д. Рокфелера, и такође је био познати бизнисмен, колекционар уметничких дела и филантроп.
Рокфелер је био републиканац, али је имао релативно либералне ставове који су начелно били ближи ставовима Демократске странке. У његово време, умерени чланови Републиканске странке су називани „Рокфелеровим републиканцима“. Као гувернер Њујорка од 1959, до 1973, између осталог је проширио Државни универзитет у Њујорку, залагао се за еколошка питања, проширио је установе и особље за медицинску негу и формирао је Државни савет Њујорка за уметност. Након што је неуспешно покушавао да избори републиканску председничку номинацију 1960, 1964, и 1968, служио је као потпредседник (по 25. амандману) од 1974. до 1977. у администрацији председника Џералда Форда, али се није придружио председнику Форду у републиканској кандидатури 1976, што је означило његово повлачење из политике.
Као бизнисмен био је председник Рокфелеровог центра. Рокфелер је сакупио значајну збирку уметничких дела, и залагао се за јавни приступ уметничким делима. Био је у одбору, благајник и председник Музеја модерне уметности у Њујорку а основао је Музеј примитивне уметности 1954. Што се тиче филантропског рада, успоставио је Амерички међународни савез за економски и социјални развој 1946, а са својом четворицом браће је основао и помогао у управљању Фонда браће Рокфелер 1940.